# Qonce
Qonce, bis 23. Februar 2021 King William’s Town, ist eine Stadt in der Metropolgemeinde Buffalo City, Provinz Ostkap in Südafrika. Die Stadt liegt in der Nähe der Hafenstadt East London und grenzt an die Provinzhauptstadt Bhisho. Gemäß der Volkszählung von 2011 hatte sie 34.019 Einwohner. Der Name der Stadt enthält zwei Klicklaute (q und c) aus der Xhosa-Sprache.

## Geschichte

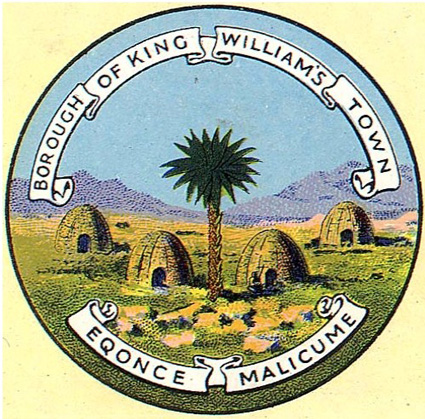
Altes Wappen des Stadtparlaments von Qonce

Qonce war ursprünglich eine im Jahre 1825 (nach anderen Angaben 1826) durch den Geistlichen John Brownlee von der LMS gegründete Missionsstation (damals Buffalo Mission Station). Im Jahre 1835 wurde sie im Verlauf des Sechsten Grenzkrieges (1834–1836) von den Xhosa-Stämmen zerstört. Nachdem von den Engländern ein Militärstützpunkt angelegt worden war, kamen die Missionare zurück. Der Gouverneur der Kapkolonie Benjamin D’Urban gründete noch im selben Jahr am 24. Mai die Stadt. Sie wurde nach dem englischen König William IV. benannt und hier der Verwaltungssitz der Provinz Queen Adelaide errichtet. Seit dem 23. Dezember 1847 war sie die Hauptstadt der zugleich von Gouverneur Harry Smith ausgerufenen Kronkolonie Britisch-Kaffraria. In 1861 erhielt sie den Status einer zivilen Siedlung und wurde zum Borough proklamiert.
1858 wurde die Stadt von deutschen Pensionären der King’s German Legion in der Hoffnung auf ein besseres Leben besiedelt. Der Deutsche Beobachter in Süd-Africa erschien. Viele Siedler wurden jedoch Opfer einer Hungersnot. Am 5. Mai 1890 erhielt King William’s Town seinen Anschluss an das damalige Eisenbahnnetz.

## Bildung
Das Amathole-Museum zeigt Exponate zur Geschichte der frühen europäischen Besiedlung, darunter über deutsche Einwanderer. Im Missionary Museum, einer Außenstelle des Amathole-Museums, wird ein Einblick in die Arbeit der Missionare im südlichen Afrika geboten.
In der Stadt befindet sich der Sitz des Fort Cox College of Agriculture and Forestry, dessen Campus jedoch in den südlichen Ausläufern der Amathole-Berge bei Keiskammahoek liegt.

## Söhne und Töchter der Stadt
- Steve Biko (1946–1977), Bürgerrechtler
- Alfred William Burton (1882–1970), Mediziner, Historiker und Africana-Sammler
- Charles Patrick John Coghlan (1863–1927), erster Premierminister Südrhodesiens
- James Percy FitzPatrick (1862–1931), Autor, Politiker, Unternehmer
- Edmond Gorges (1872–1924), Politiker und Administrator von Südwestafrika
- Raven Klaasen (* 1982), Tennisspieler
- Andile Yenana (* 1968), südafrikanischer Pianist
- Lukhanyo Am (* 1993), südafrikanischer Rugby-Spieler (Weltmeister)